# Aleksandr Pierchurow
Aleksandr Siergiejewicz Pierchurow, ros. Александр Сергеевич Перхуров (ur. 3 marca 1880 w Konakowie, zm. 11 lipca 1946 w ZSRR) – rosyjski, a następnie radziecki wojskowy (pułkownik), inspektor artylerii w sztabie Rosyjskiej Narodowej Armii Ludowej, pełniący obowiązki dowódcy artylerii Brygady Szturmowej SS "RONA", a następnie 29 Dywizji Grenadierów SS, inspektor uzbrojenia artyleryjskiego, a następnie zastępca szefa oddziału artylerii sztabu Sił Zbrojnych Komitetu Wyzwolenia Narodów Rosji podczas II wojny światowej.
W 1898 r. ukończył 2 moskiewski korpus kadetów, zaś w 1900 r. konstantynowską szkołę artyleryjską w Sankt Petersburgu. Brał udział w I wojnie światowej. Od poł. września 1914 r. służył w 75 Sewastopolskim Pułku Piechoty. Pod koniec października tego roku został awansowany do stopnia praporszczika. Został odznaczony m.in. Orderem Św. Stanisława 3 klasy, Orderem Św. Włodzimierza 4 klasy, Orderem Św. Anny 4 klasy. Na pocz. lutego 1917 r. awansował na sztabskapitana. Wkrótce został pełniącym obowiązki dowódcy 9 Kompanii 654 Ragatinskiego Pułku Piechoty. W maju tego roku sformował batalion szturmowy w składzie 19 Dywizji Piechoty, po czym objął jego dowództwo. Na pocz. października odznaczono go Orderem Św. Jerzego 4 klasy. Doszedł do stopnia podpułkownika. Kierował stacją podsłuchową przy sztabie Kijowskiego Okręgu Wojskowego. Na pocz. maja 1919 r. zmobilizowano go do wojska bolszewickiego. Początkowo skierowano go do rezerwy specjalistów wojskowych Kijowskiego Okręgu Wojskowego. Od końca lipca tego roku brał udział w walkach na froncie południowym przeciwko wojskom Białych gen. Antona I. Denikina. Pełnił funkcję szefa sztabu artylerii 44 Dywizji Strzeleckiej. Od poł. września był oficerem do specjalnych poruczeń w Zarządzie Inspektora Artylerii. Od końca sierpnia 1920 r. walczył przeciwko Polakom. Został zastępcą dowódcy artylerii 58 Dywizji Strzeleckiej. Od poł. września 1921 r. był zastępcą dowódcy artylerii 45 Dywizji Strzeleckiej. Pod koniec grudnia tego roku objął funkcję komendanta dywizyjnej szkoły artylerii. Od pocz. października 1922 r. służył w Zarządzie Szefa Artylerii na Dalekim Wschodzie. Pod koniec czerwca 1923 r. został dowódcą artylerii 2 Priamurskiej Dywizji Strzeleckiej. Od pocz. czerwca 1924 r. był dowódcą artylerii XIX Priamurskiego Korpusu Strzeleckiego. Pod koniec czerwca 1925 r. objął funkcję zastępcy inspektora artylerii w sztabie Priamurskiego Okręgu Wojskowego, zaś na pocz. listopada 1926 r. w sztabie Kaukaskiej Armii Czerwonej. Na pocz. listopada 1929 r. skierowano go jako wykładowcę kursów strzelecko-taktycznych kadry oficerskiej "Wystrzał" im. Kominternu w Moskwie. Od poł. sierpnia 1932 r. kierował katedrą taktyki Akademii Wojskowej Mechanizacji i Motoryzacji Armii Czerwonej. W 1935 r. odszedł do rezerwy. Pracował jako wykładowca w 4 specjalnej szkole artyleryjskiej w Moskwie. W poł. listopada 1937 r. mianowano go pułkownikiem rezerwy. Krótko po ataku wojsk niemieckich na ZSRR 22 czerwca 1941 r., został zmobilizowany do Armii Czerwonej. Objął funkcję dowódcy artylerii 2 Dywizji Strzeleckiej. W poł. października tego roku w rejonie Gżacka dostał się do niewoli niemieckiej. Przebywał w różnych obozach jenieckich. W jednym z nich dowodził oddziałem roboczym. W styczniu 1944 r. zadeklarował kolaborację z Niemcami. Wstąpił do Rosyjskiej Narodowej Armii Ludowej (RONA). Od kwietnia tego roku był inspektorem artylerii w sztabie formacji, zaś od sierpnia pełniącym obowiązki dowódcy artylerii Brygady Szturmowej SS "RONA", a następnie 29 Dywizji Grenadierów SS. W październiku przeszedł pod zwierzchność szefa sztabu nowo formowanych Sił Zbrojnych Komitetu Wyzwolenia Narodów Rosji gen. Fiodora I. Truchina. Otrzymał stopień pułkownika. W styczniu 1945 r. objął funkcję inspektora uzbrojenia artyleryjskiego w oddziale artylerii sztabu Sił Zbrojnych KONR. Od marca tego roku był zastępcą szefa oddziału artylerii Sił Zbrojnych KONR. 9 maja wraz z pozostałymi "własowcami" poddał się Amerykanom. Przebywał w różnych obozach jenieckich. Od lipca leczył się w szpitalu polowym, po czym skierowano go do kolejnego obozu jenieckiego. Pod koniec grudnia został deportowany do ZSRR. Po procesie skazano go na pocz. maja 1946 r. na karę śmierci przez rozstrzelanie, wykonaną 11 lipca tego roku.